# ブノワ・リショー
ブノワ・リショー（フランス語: Benoît Richaud、英語: Benoit Richaud、1988年1月16日 - ）は、フランスの男性元フィギュアスケート選手（アイスダンス）。パートナーは、スカーレット・ルゼ、エロディ・ブルイラー、テラ・ フィンドレイ。現在はフィギュアスケート振付師として活動している。

## 経歴
フランス・アヴィニョン生まれ。地元アヴィニョンでフィギュアスケートを始める。アイスダンスに転向後に、CSGリヨンのミュリエル・ザズーイコーチに師事する。
フランス代表として、ヨーロッパ選手権、世界ジュニア選手権等の国際大会に出場するなど、アイスダンスの選手として活躍。翌シーズンにはグランプリシリーズのロステレコム杯にエントリーされていたが、辞退。グランプリシリーズを前にしてシニアには移行せず、引退となった。
引退後はスケートから離れており、音楽や衣装デザイン等の芸術産業に従事していたが、その後スケート界に復帰。デニス・ヴァシリエフスのオファーを受けたことにより、振付師として知られるようになった。
日本のスケーターとの仕事を熱望し、日本スケート連盟に自らアプローチをしており、2017-18年シーズンには坂本花織と三原舞依の振付を手掛けた。
2018-19年シーズンには、現役復帰を発表した髙橋大輔のフリースケーティングの振付を担当した。

## 主な担当選手

### 女子
- アリゼ・クローゼー（2015/2016シーズンSP）
- ジュリー・フロッチャー（2015/2016シーズンSP）
- アレキサンドラ・ゴロフキナ（2017/2018シーズンSP）
- アンゲリーナ・クチヴァルスカ（2016/2017シーズンSP）
- マエ＝ベレニス・メイテ（2017/2018シーズンSP）
- ターニャ・オーデルマット（2015/2016シーズンSP・FS、2016/2017シーズンSP）
- 三原舞依（2017/2018シーズンSP）
- 坂本花織（2017/2018シーズンSP・FS、2018/2019シーズンFS、2019/2020シーズンFS）
- ブレイディ・テネル（2017/2018シーズンFS、2018/2019シーズンSP・FS、2019/20シーズンSP・FS）
- トース・イヴェット（2018/2019シーズンSP・FS）
- エリザベータ・トゥクタミシェワ（2016/2017シーズンSP）
- エリザベータ・ヌグマノワ（2018/2019シーズン、SP・FS）
- 樋口新葉（2018/2019シーズンEX）
- 宮原知子（2019/2020シーズンSP）

### 男子
- ネイサン・チェン（2017/2018シーズンEX）
- ジェレミー・アボット（2017/2018シーズンEX）
- シャフィク・ベセギエ（2017/2018シーズンFS）
- ミハル・ブジェジナ（2017/2018シーズンFS）
- ダニエル・グラスル（2018/2019シーズンSP・FS、2019/2020シーズンSP・FS）
- トーマス・ケネス（2018/2019シーズンSP・FS）
- ダニエル・アルベルト・ナウリツ（2016/2017シーズンFS）
- アレクサンドル・ペトロフ（2015/2016シーズンFS）
- ロマン・ポンサール（2017/2018シーズン）
- デニス・テン
- デニス・ヴァシリエフス（2014/2015シーズンFS、2015/2016シーズンSP・FS）
- 髙橋大輔（2018/2019シーズンFS）
- 金博洋（2019/2020シーズンFS）
- アダム・シャオ・イム・ファ

### ペア
- ユリア・シェチニン/ノア・シェーラー（2016/2017シーズンSP）

### アイスダンス
- カタリナ・ペイス/ユーリ・エレメンコ
- ユスチナ・プルトウスカ/ジェレミー・フレミン（2016/2017シーズンFD、2017/2018シーズンFD）
- アッラ・ロボダ/パヴェル・ドロースト（2017/2018シーズンSD）
- ルツィエ・ミズリヴェチュコヴァー/ルカーシュ・チェーレイ（2016/2017シーズンFD）

## 主な戦績
- 2006-07まではエロディ・ブルイラーとのペア。
- 2008-09はテラ・ フィンドレイとのペア。

| 大会/年               | 2005-06 | 2006-07 | 2008-09 |
| --------------------- | ------- | ------- | ------- |
| ヨーロッパ選手権      |         |         | 19      |
| フランス選手権        |         |         | 3       |
| 世界Jr.選手権         | 13      | 7       | 10      |
| フランスJr.選手権     | 1       | 2       |         |
| JGPファイナル         |         | 7       |         |
| JGPクールシュベル     |         | 3       | 4       |
| JGPゴールデンリンクス |         |         | 3       |
| JGPメキシコ杯         |         | 2       |         |
| JGPタリン杯           | 5       |         |         |
| JGPSBC杯              | 4       |         |         |